# Andrej Koenitski
Andrej Koenitski (Wit-Russisch: Андрэй Куніцкі) (Hrodna, 2 juli 1984) is een wielrenner uit Wit-Rusland, uitkomend voor de Quickstepformatie sinds 2009.

## Resultaten in voornaamste wedstrijden
| Jaar | Ronde van Italië | Ronde van Frankrijk | Ronde van Spanje |
| ---- | ---------------- | ------------------- | ---------------- |
| 2007 | 85e              |                     |                  |
| 2008 |                  |                     |                  |

| Jaar | Milaan-San Remo | Gent-Wevelgem | Parijs-Brussel |
| ---- | --------------- | ------------- | -------------- |
| 2007 | 152e            |               | 104e           |
| 2008 |                 | 116e          |                |

## Ploegen
- 2006 - Acqua & Sapone (stagiair vanaf 1 augustus)
- 2007 - Acqua & Sapone - Caffè Mokambo
- 2008 - Acqua & Sapone - Caffè Mokambo
- 2009 - Amica Chips-Knauf (t.e.m 3 juni)
- 2009 - Quick·Step (vanaf 4 juni)
- 2010 - Quick-Step